# Manderscheid (Islek)
Manderscheid ist eine Ortsgemeinde im Eifelkreis Bitburg-Prüm in Rheinland-Pfalz. Sie gehört der Verbandsgemeinde Arzfeld an.

## Geographische Lage
Der Ort liegt im Islek, einem westlichen Höhenzug der Eifel. Die Gemeinde zieht sich etwa 3 km in Ost-West-Richtung entlang der Kreisstraße 140 hin. Zu Manderscheid gehören auch der Weiler Manderscheiderhof und der Wohnplatz Heilhausermühle.

## Geschichte
Die Gegend war bereits in römischer Zeit besiedelt – Reste eines Bauwerks, wohl einer Signalstation, finden sich auf einer nahen Anhöhe. Der heutige Ort entstand in der spätmittelalterlichen Rodungsphase. Innerhalb der zum Herzogtum Luxemburg gehörigen Herrschaft Neuerburg war Manderscheid Hauptort einer Meierei, auch „Hof Manderscheid“ genannt, wobei der Verwaltungsbezirk auch die Nachbarorte Heilhausen, Kinzenburg (Teil), Kopscheid, Lauperath (mit dem Berscheider Hof und dem Weiler Scheidchen) und Pintesfeld umfasste. Die Meierei Manderscheid gehörte zum Gericht Waxweiler. Die Manderscheider Mühle taucht in den Urkunden erstmals im 16. Jahrhundert auf, sie war bis in die 1960er Jahre in Betrieb. In der Franzosenzeit gehörte Manderscheid zum Kanton Arzfeld im Wälderdepartement. Ab 1815 war der Ort preußisch und gehörte zur Bürgermeisterei Waxweiler im Kreis Prüm. 1939 lebten 108 Einwohner im Ort, seitdem ist die Zahl rückläufig. Seit der Kommunalreform 1970 gehört Manderscheid der Verbandsgemeinde Arzfeld im Kreis Bitburg-Prüm an.
Statistik zur Einwohnerentwicklung
Die Entwicklung der Einwohnerzahl von Manderscheid, die Werte von 1871 bis 1987 beruhen auf Volkszählungen:
| Jahr | Einwohner |
| ---- | --------- |
| 1815 | 70        |
| 1835 | 85        |
| 1871 | 89        |
| 1905 | 104       |
| 1939 | 108       |
| 1950 | 103       |
| 1961 | 77        |

| Jahr | Einwohner |
| ---- | --------- |
| 1970 | 83        |
| 1987 | 74        |
| 1997 | 48        |
| 2005 | 43        |
| 2011 | 67        |
| 2017 | 58        |
| 2023 | 52        |

## Politik

### Bürgermeister
Lothar Müller wurde 2024 Ortsbürgermeister von Manderscheid.
Sein Vorgänger war Ewald Hermes seit 1999.

### Wappen
| Wappen von Manderscheid | Blasonierung: „In Silber (Weiß), gespalten durch eine eingeschweifte rote Spitze, darin eine silberne (weiße) bewurzelte Kiefer, vorn ein schwarzes lateinisches Kreuz, hinten ein schwarzes achtspeichiges Mühlrad.“ |
| Wappen von Manderscheid | Wappenbegründung: Die Farben Silber und Rot sind die Farben der Grafen von Vianden, denen seit dem 14. Jahrhundert die luxemburgischen Herrschaft Neuerburg und damit Manderscheid gehörte. Das schwarze Kreuz symbolisiert den Ortsteil Manderscheider Hof, das Mühlrad steht für den Ortsteil Heilhauser Mühle. Die Kiefer stellt Manderscheid (keltisch: mantara – Kiefer) als redendes Wappenbild dar. Das Wappen wurde von Christian Credner aus Lambertsberg entworfen. Die Genehmigung zur Führung eines Gemeindewappens durch die Kommunalaufsicht des Eifelkreises Bitburg-Prüm wurde der Ortsgemeinde Manderscheid am 4. April 2011 erteilt. |

## Kultur und Sehenswürdigkeiten
Auf der Gemarkung befinden sich sechs Wegkreuze, besonders sehenswert sind das Heckerkreuz im Ort sowie das „Schwarzkreuz“ westlich des Ortes. Das Heckerkreuz ist ein nachbarockes Sockelkreuz aus dem Jahre 1840. Das Schwarzkreuz ist ein barockes Kruzifix mit den beiden Inschriften 1748 und 1772 am Schaft sowie am Sockel. Eine Informationstafel unweit des Kreuzes informiert über die Geschichte, dieses bedeutenden Wegekreuzes.

Bildergalerie
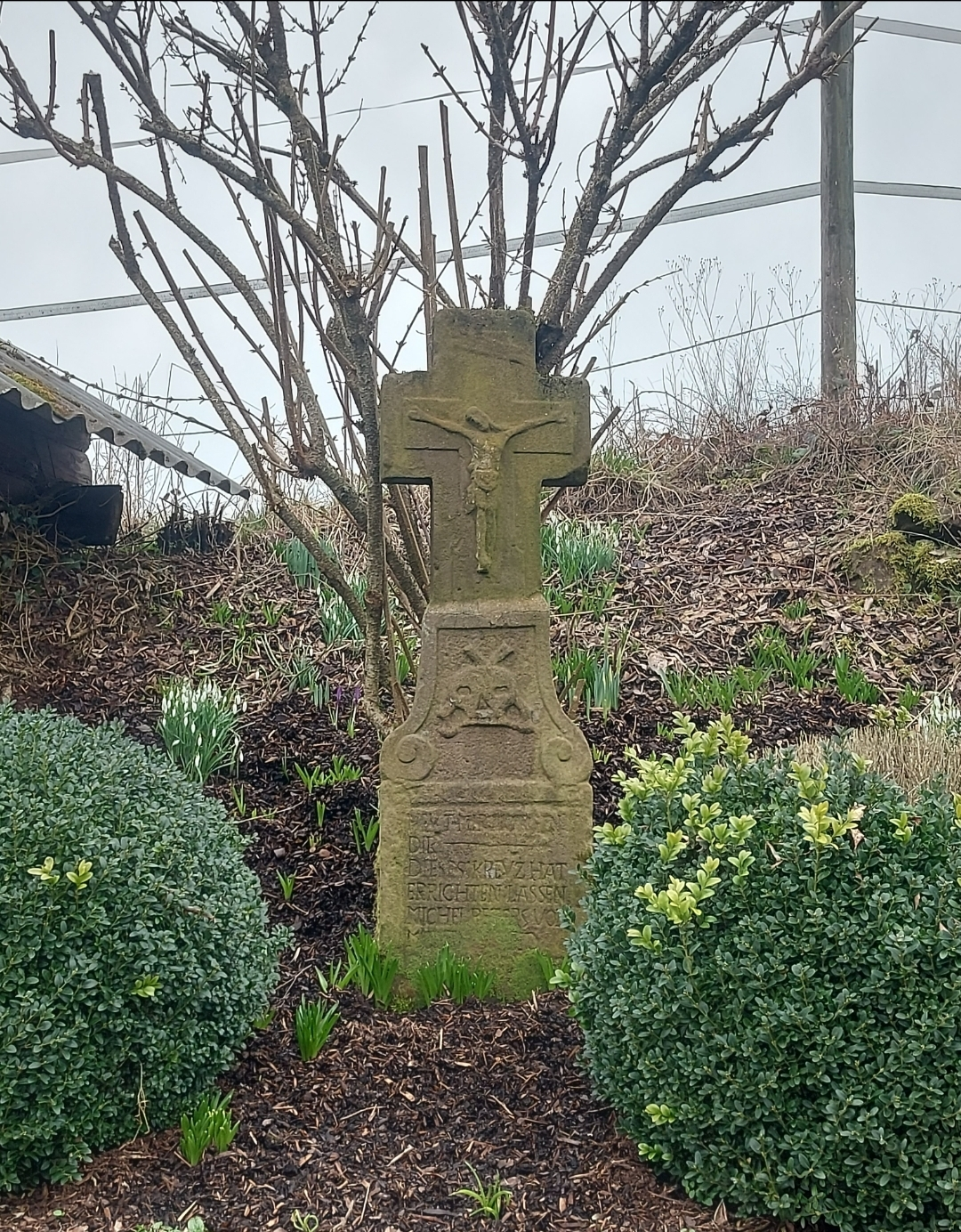
Heckerkreuz
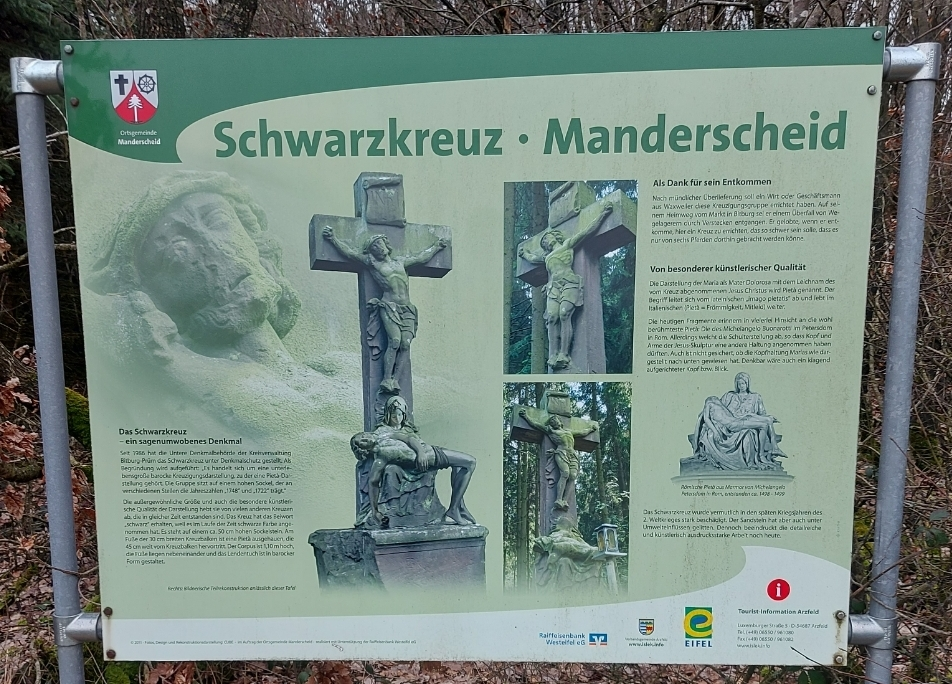
Schwarzkreuz – Informationstafel
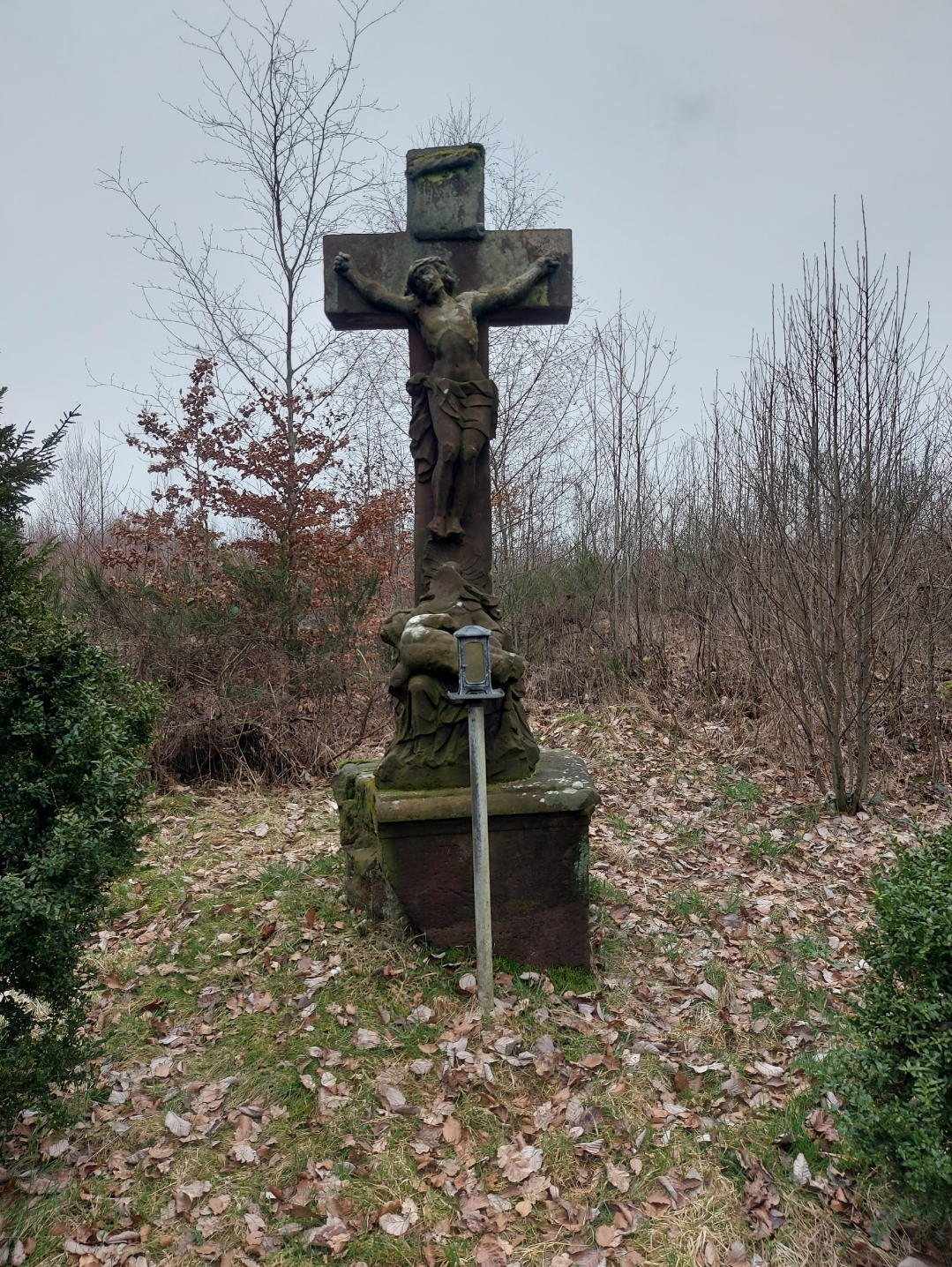
Schwarzkreuz – Gesamtansicht
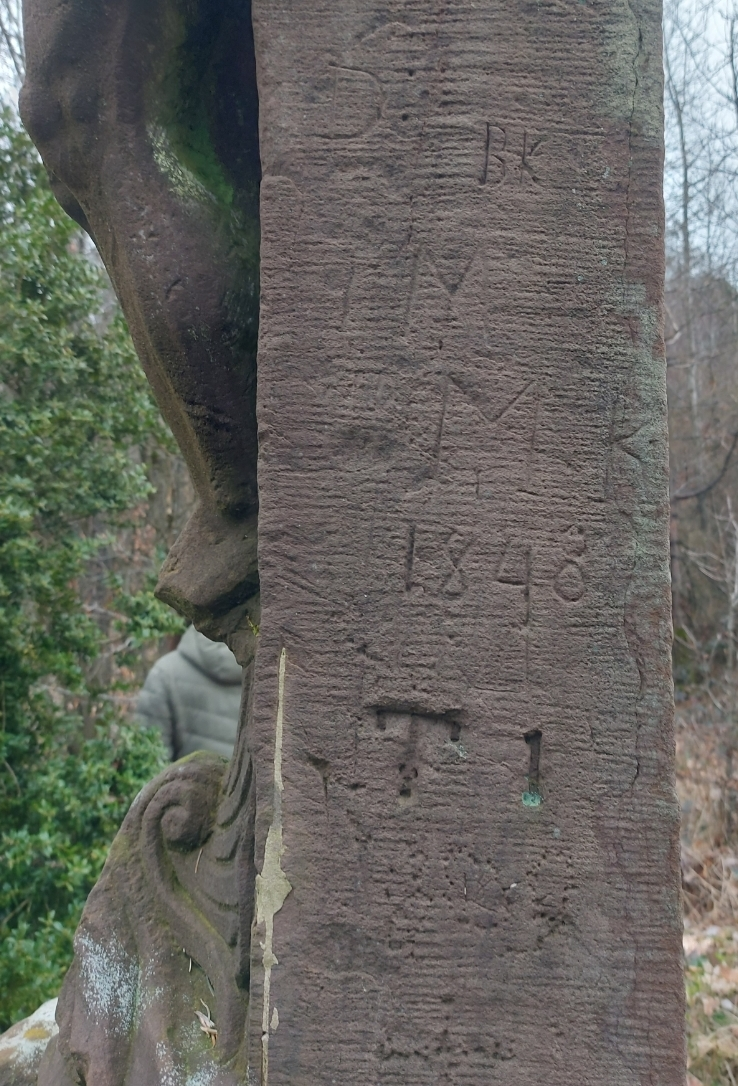
Schwarzkreuz – Inschriften am Schaft
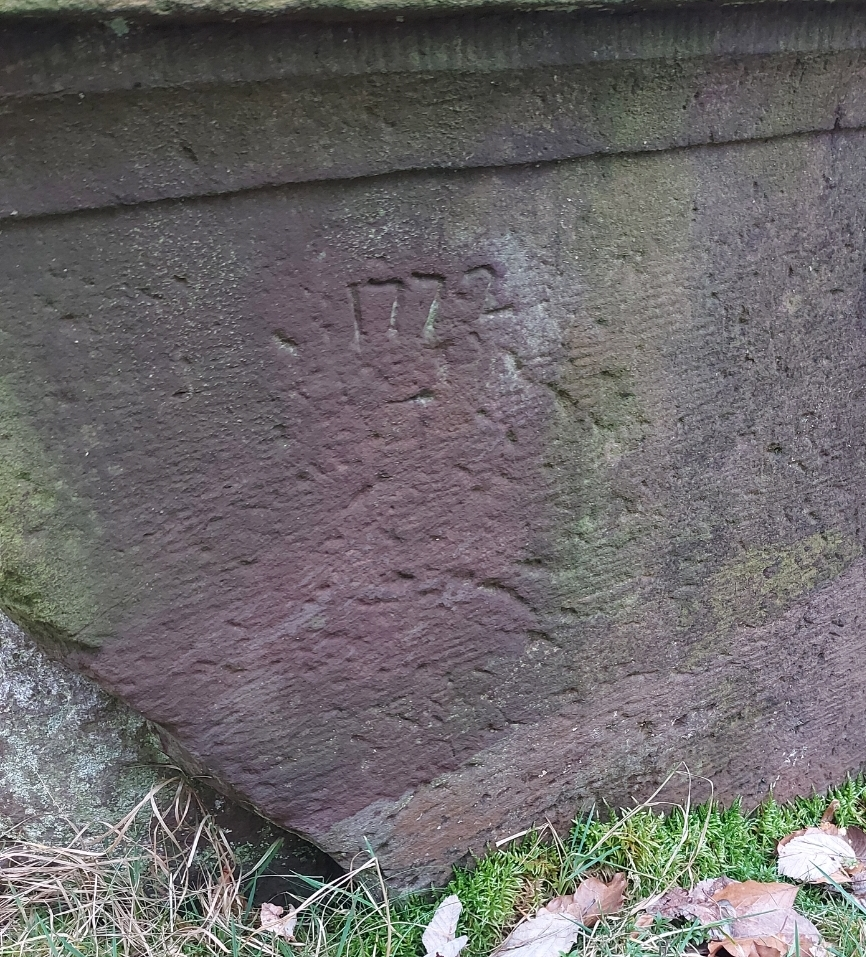
Schwarzkreuz – Inschriften am Sockel

## Wirtschaft
Manderscheid ist traditionell landwirtschaftlich geprägt. Von den Bauernhöfen sind heute jedoch nur noch zwei aktiv.